# 长齿乌头
长齿乌头（学名：Aconitum lonchodontum）为毛茛科乌头属下的一个种。

## 扩展阅读
- 維基物種上的相關：长齿乌头